# Ischyromene australis
Ischyromene australis är en kräftdjursart som först beskrevs av Richardson1906.  Ischyromene australis ingår i släktet Ischyromene och familjen klotkräftor. Inga underarter finns listade i Catalogue of Life.